# 特罗阿恩
特罗阿恩（法語：Troarn，法語發音：[tʁɔ.aʁn]）是法国卡尔瓦多斯省的一个市镇，属于卡昂区。特罗阿恩曾于2017年1月1日与萨内维尔合并为新市镇萨利讷，但其于2019年12月31日拆分回原来的两市镇。

## 地理
特罗阿恩（49°10'54"N, 0°11'4"W）面积11.53 平方千米，位于法国诺曼底大区卡爾瓦多斯省，该省份为法国西北部沿海省份，北濒大西洋英吉利海峡，东北与滨海塞纳省以海上边界相接，东临厄尔省，南至奧恩省，西与芒什省接壤。
与特罗阿恩接壤的市镇（或旧市镇、城区）包括：巴讷维尔拉康帕涅、巴瑟纳维尔、巴旺、让维尔、圣佩、圣皮埃尔迪容凯、圣桑松、萨内维尔、图夫雷维尔。

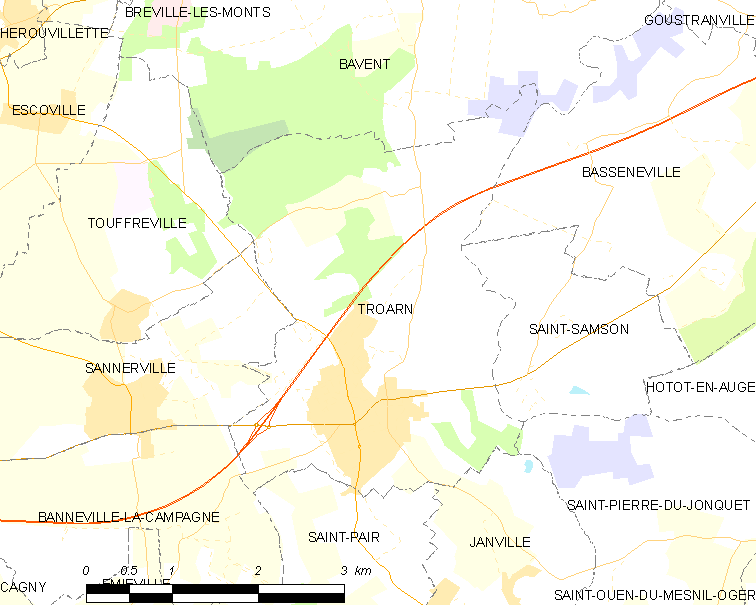
特罗阿恩的OSM定位图

特罗阿恩的时区为UTC+01:00、UTC+02:00（夏令时）。

## 行政
特罗阿恩的邮政编码为14670，INSEE市镇编码为14712。

## 政治
特罗阿恩所属的省级选区为特罗阿恩县。

## 人口

1962-2008年间特罗阿恩人口变化图示

特罗阿恩于2022年1月1日时的人口数量为3442人。